# Gigantochloa compressa
Gigantochloa compressa är en gräsart som beskrevs av Richard Neville Parker. Gigantochloa compressa ingår i släktet Gigantochloa och familjen gräs.
Artens utbredningsområde är Burma. Inga underarter finns listade i Catalogue of Life.